# ريتشارد مورغان (لاعب كريكت)
ريتشارد مورغان (24 يونيو 1972 بويلينغتون في نيوزيلندا - ) (بالإنجليزية: Richard Morgan)‏ هو لاعب كريكت نيوزلندي.

## وصلات خارجية
- ريتشارد مورغان على موقع إي آس بي آن كريك إنفو (الإنجليزية)